# Anvil Bitch
Anvil Bitch est un groupe américain de thrash metal, originaire de Philadelphie, en Pennsylvanie, actif entre 1983 et 1988, puis entre 2008 et 2019.

## Histoire
Le groupe est formé en automne 1983 par le guitariste John Plumley, le batteur Chuck Stadulis, le bassiste Dave Carr et le guitariste Frank Wilus sous le nom d'Innocent Exile. Peu de temps après, le chanteur Gary Capriotti rejoint le groupe pour compléter la formation. Avec le groupe Black Task, les premiers concerts locaux suivent. En 1985, le groupe enregistre sa première démo, ce qui lui permet d'attirer davantage l'attention. À cette période, le guitariste Frank Wilus quitte le groupe et ne participe plus qu'à l'écriture de la chanson Time to Die. Cette démo permet au groupe d'attirer l'attention de New Renaissance Records. Le label inclut le groupe dans deux compilations. En 1986, le groupe entre en studio pour enregistrer son premier et unique album, Rise to Offend,. Après la sortie de l'album la même année, le groupe se produit en première partie de groupes comme Exodus, King Diamond, Overkill et Motörhead. Herb Yea les aide en tant que guitariste. Yea est certes représenté sur l'album, mais il n'est pas audible sur le support sonore. Yea quitte ensuite le groupe. Le groupe se sépare en 1988. Plumley, Stadulis et Carr forment ensuite le groupe Dominance, tandis que Capriotti rejoint le groupe Without Warning.
En 2008, le groupe se reforme avec les membres originaux Plumley, Carr, Stadulis et Capriotti, ainsi qu'avec le nouveau guitariste Lance Walter, qui était également membre du groupe Dominance. Walter quitte le groupe en mars 2010. Le groupe se sépare en 2019. En 2024, soit cinq ans après la dernière séparation du groupe, Divebomb Records annonce la réédition de l'album Rise to Offend avec des morceaux bonus.

## Style musical
Le groupe joue un thrash metal structuré. La musique est comparable à celle d'albums comme Kill 'Em All de Metallica, Power and Pain de Whiplash et Power from Hell d'Onslaught. 

## Discographie
- 1985 : Demo (démo)
- 1986 : Rise to Offend (album, New Renaissance Records)
- 1986 : Arsenic and Cyanide (démo)
- 2008 : Sanctify (EP)
- 2024 : Rise to Offend (album, réédition, Divebomb Records)